# William Tyrrell, 1. Baron Tyrrell

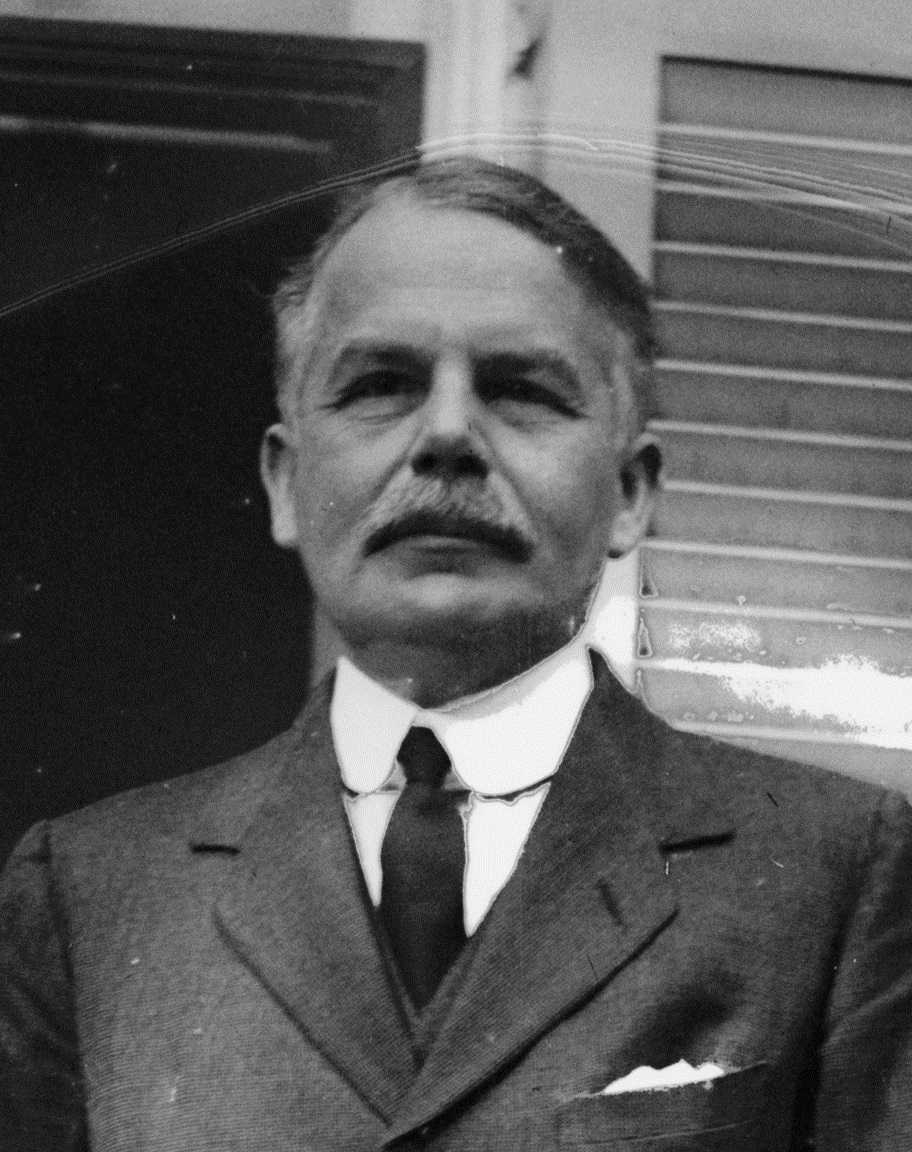
William Tyrrell, 1. Baron Tyrrell

William George Tyrrell, 1. Baron Tyrrell GCB, GCMG, KCVO (* 17. August 1866; † 14. März 1947) war ein britischer Diplomat. Er amtierte unter anderem als Staatssekretär („Undersecretary“) im britischen Außenministerium und als britischer Botschafter in Paris.

## Leben und Wirken
Tyrrell, der mütterlicherseits unter anderem von einer indischen Prinzessin abstammte, studierte am Balliol College der Universität Oxford. Danach war er von 1889 bis 1928 im britischen Außenministerium, dem Foreign and Commonwealth Office tätig. Dort fungierte er unter anderem, von 1905 bis 1915 als Privatsekretär des langjährigen britischen Außenministers Sir Edward Grey und von 1916 bis 1919 als Leiter der Nachrichtenabteilung. Er unterstützte dabei besonders die Entente cordiale mit Frankreich. Von 1925 bis 1928 bekleidete er den Posten des beamteten Staatssekretärs im Foreign Office, das zweithöchste Amt in der britischen Außenpolitik nach dem des Außenministers.
Von 1928 bis 1934 amtierte Tyrrell als britischer Botschafter für Frankreich in Paris. Auch hier strebte er eine enge Zusammenarbeit beider Länder an. Danach übernahm er von 1935 bis 1947 den Vorsitz über den britischen Ausschuss für Filmzensur.
In Anerkennung seiner Leistungen wurde Tyrrell 1929 als Baron Tyrrell, of Avon in the County of Southampton, in den erblichen Adelsstand erhoben. Da er jedoch keine männlichen Abkömmlinge hatte, erlosch der Titel mit seinem Tode im Jahre 1947.